# Жълточела амзона
Жълточелата амзона (Amazona oratrix) е вид птица от семейство Папагалови (Psittacidae). Видът е застрашен от изчезване.

## Разпространение и местообитание
Разпространен е в Белиз, Гватемала и Мексико.